# Marie-Cécile Gros-Gaudenier
Marie-Cécile Gros-Gaudenier (ur. 18 czerwca 1960 w Scionzier) – francuska narciarka alpejska.

## Kariera
W zawodach Pucharu Świata zadebiutowała 6 stycznia 1978 roku w Pfronten, gdzie zajęła 45. miejsce w zjeździe. Pierwsze punkty wywalczyła 26 stycznia 1979 roku w Schruns, gdzie zajęła ósme miejsce w kombinacji. Na podium zawodów tego cyklu pierwszy raz stanęła 18 grudnia 1981 roku w Saalbach-Hinterglemm, wygrywając rywalizację w zjedzie. W zawodach tych wyprzedziła Doris de Agostini ze Szwajcarii i Austriaczkę Sigrid Wolf. W kolejnych startach jeszcze dwa razy stawała na podium, w obu przypadkach w zjeździe: 19 grudnia 1981 roku w Saalbach-Hinterglemm i 13 stycznia 1982 roku w Grindelwald zajmowała drugie miejsce. W sezonie 1981/1982 zajęła piętnaste miejsce w klasyfikacji generalnej, a w klasyfikacji zjazdu była najlepsza.
Wystartowała na mistrzostwach świata w Schladming w 1982 roku, gdzie zajęła jedenaste miejsce w zjeździe. Na rozgrywanych trzy lata później mistrzostwach świata w Bormio w tej samej konkurencji była czternasta. Nigdy nie wystartowała na igrzyskach olimpijskich.

## Osiągnięcia

### Mistrzostwa świata
| Miejsce | Dzień    | Rok  | Miejscowość | Konkurencja | Czas biegu | Strata | Zwyciężczyni   |
| ------- | -------- | ---- | ----------- | ----------- | ---------- | ------ | -------------- |
| 11.     | 5 lutego | 1982 | Schladming  | Zjazd       | 1:37,47    | +1,43  | Gerry Sorensen |
| 14.     | 3 lutego | 1985 | Bormio      | Zjazd       | 1:26,96    | +2,54  | Michela Figini |

### Puchar Świata

#### Miejsca w klasyfikacji generalnej
- sezon 1978/1979: 43.
- sezon 1979/1980: 64.
- sezon 1980/1981: 37.
- sezon 1981/1982: 15.
- sezon 1983/1984: 67.
- sezon 1984/1985: 66.

#### Miejsca na podium w zawodach
1. Saalbach-Hinterglemm – 18 grudnia 1981 (zjazd) – 1. miejsce
2. Saalbach-Hinterglemm – 19 grudnia 1981 (zjazd) – 2. miejsce
3. Grindelwald – 13 stycznia 1982 (zjazd) – 2. miejsce